# 堀川浪之助
堀川 浪之助（ほりかわ なみのすけ、1888年10月2日 - 没年不詳）は、日本の俳優。本名近藤 浪之助（こんどう なみのすけ）。松竹蒲田撮影所での主演俳優として、第2期の阪東妻三郎プロダクションの助演俳優として知られる。

## 人物・来歴
1888年（明治21年）10月2日、東京府荏原郡品川町南品川（現在の東京都品川区南品川）に生まれる。
『日本映画俳優全集・男優編』（キネマ旬報社）によれば、旧制・大倉商業学校（現在の東京経済大学）を卒業、1910年（明治43年）、井上正夫の一門に加わる。『現代俳優名鑑 東京 映畫俳優篇』（揚幕社）によれば、初舞台は1909年（明治42年）に井上正夫一座が有楽座（現在の丸の内ピカデリー）で上演した「新時代劇」である旨が記されている。『日本映画俳優名鑑 昭和四年版』（映画世界社）および『日本映画俳優名鑑 昭和五年版』（同）にも、数え年「22歳」のときに入門・初舞台としてあり、これは「1909年」のことであることを示している。『現代俳優名鑑 東京 映畫俳優篇』によれば、1914年（大正3年）には自らの一座を結成して、四国および九州を巡業したという。日本映画データベース、ならびに文化庁の「日本映画情報システム」によれば、1917年（大正8年）には、小林喜三郎の小林商会が製作する映画に出演しており、同年4月25日および5月5日に公開されたサイレント映画に出演している。小林商会は同年に倒産し、小林喜三郎は1919年（大正8年）12月6日に国際活映を創立しているのだが、『日本映画俳優全集・男優編』によれば、1920年（大正9年）には、井上が国際活映に入社、それにともなって堀川も入社、翌1921年（大正10年）には、井上ともども退社したとある。
1922年（大正11年）、井上の門下を離れて、松竹蒲田撮影所に入社、同年8月21日に公開された『曳かれ行く日』（監督池田義臣）で主演に抜擢、栗島すみ子を相手に重要な役柄を演じた。1923年（大正12年）9月1日に起きた関東大震災によって、同撮影所は使用不能になり、京都の松竹下加茂撮影所に機能を移転、堀川もしばらく下加茂に異動した。同年に発行された『現代俳優名鑑 東京 映畫俳優篇』では、荏原郡蒲田町大字北蒲田1323番地（現在の大田区蒲田5丁目）と撮影所至近に住み、身長は5尺3寸5分（約162.1センチメートル）、体重14貫200匁（約53.3キログラム）、妻子ありと記されている。翌1924年（大正13年）には蒲田は復興し、堀川も復帰している。1926年（昭和元年）12月末で同社を退社、翌1927年（昭和2年）には、京都・太秦の阪妻・立花・ユニヴァーサル聯合映画に移籍している。同社の活動停止後は、阪東妻三郎プロダクションに移り、『暗夜のパノラマ』（監督小沢得二）等に主演したが、同プロダクションが1928年（昭和3年）には解散したので、小沢得二の小沢映画聯盟に参加した。
1931年（昭和6年）1月、阪東妻三郎が「大日本自由映画プロダクション」を設立、京成電鉄が提供した千葉県千葉郡津田沼町大字谷津海岸（現在の同県習志野市谷津）に「阪東妻三郎プロダクション関東撮影所」（のちの谷津遊園）を建設、堀川はこの設立に参加、同撮影所の第1作『洛陽餓ゆ』（監督東隆史）に出演する。同撮影所は、反時代的にサイレント映画を製作し続け、堀川もこれに出演を続けたが、1935年（昭和10年）1月20日に公開された『彦左と九馬』（監督長尾史録、サウンド版）を最後に、閉鎖することになり、堀川は、阪東一党ともども、配給提携先であった新興キネマに移籍する。
堀川の移籍先は、阪東らのように京都ではなく、同年、板橋区東大泉町（現在の練馬区東大泉2-34-5）に新設された新興キネマ東京撮影所（現在の東映東京撮影所）であった。堀川は、同撮影所でも多くの映画に助演、1942年（昭和17年）1月10日、戦時統合により、新興キネマは日活の製作部門等と合併して大映を形成し、堀川もこれに継続入社したが、満54歳となった1943年（昭和18年）3月11日に公開された『風雪の春』（監督落合吉人）以降の出演記録が見当たらない。時代は第二次世界大戦も深まり、その後の消息は不明である。没年不詳。

## フィルモグラフィ
クレジットはすべて「出演」である。公開日の右側には役名、および東京国立近代美術館フィルムセンター（NFC）、マツダ映画社所蔵等の上映用プリントの現存状況についても記す。同センター等に所蔵されていないものは、とくに1940年代以前の作品についてはほぼ現存しないフィルムである。資料によってタイトルの異なるものは併記した。

### 小林商会
すべて製作・配給は「小林商会」、すべてサイレント映画である。
- 『誓』 : 監督不明、脚本西脇静雨、1917年4月25日公開
- 『上野夜話』 : 監督不明、1917年5月5日公開

### 松竹蒲田撮影所

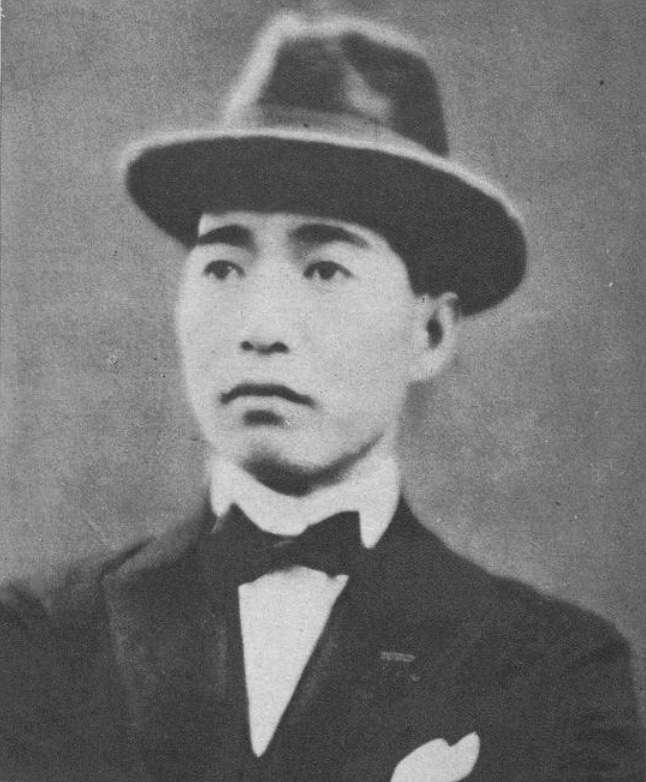
1925年の写真、満37歳。

特筆以外すべて製作は「松竹蒲田撮影所」、配給は「松竹キネマ」、すべてサイレント映画である。
- 『地獄船』 : 監督野村芳亭、1922年4月30日公開
- 『月魄』 : 監督賀古残夢、1922年7月11日公開
- 『曳かれ行く日』 : 監督池田義臣、1922年8月21日公開 - 主演
- 『妖女の舞』 : 監督池田義臣、1922年10月1日公開
- 『悔恨』 : 監督池田義臣、1922年10月14日公開
- 『粉河寺』 : 監督池田義臣、1922年10月21日公開
- 『残光』 : 監督池田義臣、1922年11月19日公開
- 『マイフレンド』第一篇『指輪』[7][8] : 監督池田義臣、1923年1月8日公開
- 『船頭小唄』 : 監督池田義臣、1923年1月8日公開 - 内藤豊三
- 『二つの道』 : 監督池田義臣、1923年2月11日公開
- 『地獄の門』 : 監督大久保忠素、1923年3月1日公開
- 『なすな恋』 : 監督野村芳亭、1923年4月1日公開
- 『噫無情 第一篇 放浪の巻』 : 監督牛原虚彦、1923年4月1日公開[8]
- 『自活する女』 : 監督島津保次郎、1923年4月16日公開
- 『大愚人』 : 監督島津保次郎、1923年4月16日公開
- 『大東京の丑満時 第一篇 悲劇篇』（『第一篇 悲劇の巻』[8]） : 監督池田義臣、1923年5月16日公開
- 『人肉の市』 : 監督島津保次郎、1923年6月15日公開 - ハルピン御殿主人赤頭巾 露支混血児
- 『大東京の丑満時 第四篇 喜劇篇』（『第四篇 終篇 喜劇の巻』[8]） : 監督島津保次郎、1923年6月15日公開
- 『剃刀』 : 監督島津保次郎、1923年7月27日公開
- 『親娘の旅路』 : 監督池田義信（池田義臣）、1923年8月7日公開
- 『罪の扉』 : 監督島津保次郎、1923年8月31日公開

- 『呪はれの日』 : 監督池田義信、製作松竹下加茂撮影所、1923年9月30日公開
- 『霧の小路』 : 監督池田義信、製作松竹下加茂撮影所、1923年10月20日公開
- 『夜の笑ひ』（『夜の笑』[8]） : 監督牛原虚彦、製作松竹下加茂撮影所、1923年11月29日公開
- 『たそがれの夕』 : 監督小沢得二、製作松竹下加茂撮影所、1923年製作・公開
- 『愛の力』 : 監督大久保忠素、製作松竹下加茂撮影所、1924年1月23日公開
- 『黄昏の街』 : 監督小沢得二、製作松竹下加茂撮影所、1924年2月10日公開 - 主演

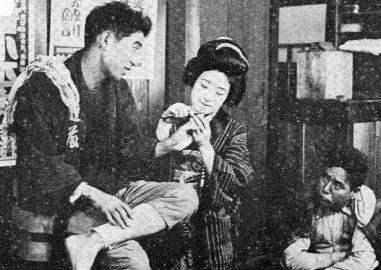
『屋上の恋人』（1925年）出演時、満37歳。左から堀川、松井千枝子、新井淳。

- 『スヰート・ホーム』 : 監督池田義信、1924年2月10日公開
- 『嘆きの港』 : 監督島津保次郎、1924年4月23日公開
- 『委細面談』 : 監督池田義信、1924年5月7日公開
- 『踊りの夜』（『踊の夜』[8]） : 監督小沢得二、1924年5月31日公開
- 『悪太郎』 : 監督島津保次郎、1924年8月21日公開
- 『仙人』 : 監督島津保次郎、1924年10月1日公開 - 村の怠け者六造（主演）
- 『嘆きの孔雀』 : 監督池田義信、1924年11月21日公開 - 舞台監督の伯爵山上咲雄
- 『罪なき罪』 : 監督五所平之助、1924年12月13日公開
- 『寅吉懺悔』 : 監督安田憲邦、1925年1月13日公開
- 『郷土』 : 監督・主演勝見庸太郎、1925年1月22日公開
- 『浪の上』（『波の上』） : 監督安田憲邦、1925年1月31日公開
- 『或る女の話』 : 監督池田義信、1925年3月15日公開
- 『花見徳利』 : 監督吉野二郎、1925年4月19日公開
- 『地獄谷』 : 監督吉野二郎、1925年5月31日公開
- 『女難』 : 監督蔦見丈夫、1925年6月12日公開
- 『愛の乱舞』 : 監督吉野二郎、1925年6月20日公開
- 『郵便馬車』[8][13]（『郵便馬者』[7]） : 監督吉野二郎、1925年7月24日公開
- 『安全地帯』 : 監督吉野二郎、1925年8月28日公開
- 『屋上の恋人』 : 監督吉野二郎、1925年11月13日公開
- 『寂しき路』 : 監督池田義信、1925年11月20日公開 - 長島
- 『猿ヶ辻の暗殺』 : 監督大久保忠素、1925年11月20日公開 - 品川弥二郎
- 『忠治外伝 赤木颪』 : 監督吉野二郎、1925年12月20日公開
- 『御意見御無用』 : 監督池田義信、1925年12月31日公開 - 婿
- 『正ちゃんの蒲田訪問』 : 監督蔦見丈夫、1925年12月31日公開
- 『国定忠治 利根川の巻』 : 監督吉野二郎、1925年製作・公開
- 『紅燈の影』 : 監督島津保次郎、1926年4月3日公開
- 『お坊ちゃん』 : 監督島津保次郎、応援監督蔦見丈夫・五所平之助、1926年5月1日公開 - 今井直次（社員）
- 『万公』 : 監督島津保次郎、1926年6月15日公開
- 『秋の歌』 : 監督池田義信、1926年7月15日公開
- 『新お初地蔵』 : 監督野村芳亭、1926年7月15日公開
- 『仇討同志』（『仇討同士』[8]） : 監督吉野二郎、1926年7月24日公開 - 主演
- 『嘆きの薔薇』 : 監督清水宏、1926年10月26日公開 - 綾小路男爵
- 『黒髪夜叉 第一・二篇』 : 監督大久保忠素、1926年10月29日公開 - 宇津木要人
- 『黒髪夜叉 第三篇』 : 監督大久保忠素、1926年12月11日公開 - 宇津木要人
- 『黒髪夜叉 第四篇』 : 監督大久保忠素、1926年12月11日公開 - 宇津木要人

### 阪妻・立花・ユニヴァーサル聯合映画
特筆以外すべて製作は「阪妻・立花・ユニヴァーサル聯合映画」、配給は「ユニヴァーサル映画」、すべてサイレント映画である。
- 『相寄る魂』 : 監督小沢得二、1927年3月3日公開
- 『大義』 : 監督安田憲邦・山上紀夫、製作阪東妻三郎プロダクション太秦撮影所、配給松竹キネマ、1927年3月19日公開 - 地謡
- 『当世新世帯』 : 監督小沢得二、1927年4月22日公開 - 主演
- 『新版走馬燈』 : 監督小沢得二、製作阪東妻三郎プロダクション太秦撮影所、1927年製作・公開 - 主演
- 『待ち人来る』 : 監督小沢得二、製作阪東妻三郎プロダクション太秦撮影所、1927年製作・公開 - 主演
- 『暗夜のパノラマ』 : 監督小沢得二、製作阪東妻三郎プロダクション太秦撮影所、配給松竹キネマ、1928年1月15日公開 - 主演
- 『風流の侠児』（『風浪の侠児』[8]） : 監督安田憲邦、製作阪東妻三郎プロダクション太秦撮影所、配給松竹キネマ、1928年4月7日公開

- 『あゝ玉杯に花うけて』 : 監督小沢得二、製作・配給東京シネマ商会、1929年4月10日公開 - 覚平、90分尺で現存（NFC所蔵[11]）
- 『奥様ごらん 亭主受難の巻』 : 監督不明、製作・配給中村教育映画社、1930年前後[14] - 大下緑郎、11分尺で現存（NFC所蔵[11]）
- 『故郷の空』 : 監督山根幹人、製作・配給日本教育映画研究所、1930年前後 - 飯野良作[15]、12分尺で現存（マツダ映画社所蔵[12]）

### 阪東妻三郎プロダクション関東撮影所
特筆以外すべて製作は「阪東妻三郎プロダクション関東撮影所」（谷津撮影所）、特筆以外すべて配給は「新興キネマ」、特筆以外すべてサイレント映画である。
- 『洛陽餓ゆ』 : 監督東隆史、配給パラマウント映画、1931年7月15日公開 - 近江屋民十郎
- 『風雲長門城』 : 監督東隆史、1931年9月15日公開 - 栗島帯刀
- 『雪の渡り鳥』 : 監督宮田十三一、1931年10月15日公開 - 帆立の丑松、『鯉名の銀平 雪の渡り鳥』題で61分尺で現存（マツダ映画社所蔵[12]） / 玩具フィルム約1分45秒尺が現存（大阪芸術大学所蔵[16]）
- 『牢獄の花嫁 前篇』 : 監督沖博文、1931年12月1日公開 - 亀山城家老大村郷右衛門
- 『牢獄の花嫁 解決篇』 : 監督沖博文、1931年12月19日公開 - 亀山城家老大村郷右衛門
- 『月形半平太』 : 監督岡山俊太郎（阪東妻三郎）、1931年12月31日公開 - 仏師宗兵衛
- 『片腕仁義』 : 監督沖博文、1932年5月15日公開 - 黒駒の勝蔵
- 『情熱地獄』 : 監督東隆史、1932年11月1日公開 - 前田利家
- 『変幻七分賽 前篇』 : 監督古海卓二、1932年12月1日公開 - 彦根の親分くりからの弥太郎
- 『変幻七分賽 後篇』 : 監督古海卓二、1932年12月15日公開 - 彦根の親分くりからの弥太郎
- 『英五郎二人』 : 監督沖博文、製作阪東妻三郎プロダクション・新興キネマ、1932年製作・未公開（火災によるネガ焼失） - 久宮村の丈八
- 『新門辰五郎 大江戸闇の炎』 : 監督東隆史、1933年2月17日公開 - 益満休之助
- 『江戸城心中 前篇』 : 監督東隆史、1933年4月1日公開 - 密貿易の巨頭先生金右衛門
- 『江戸城心中 後篇』 : 監督東隆史、1933年4月13日公開 - 密貿易の巨頭先生金右衛門
- 『燃える富士 東海散華の巻』（『燃える富士 前篇 東海蔽華開巻』[8]） : 監督東隆史、1933年6月1日公開 - 池田播磨守[8][17]
- 『剣士桂小五郎』 : 監督宇沢義之・沖博文、1933年7月13日公開 - 大久保市蔵
- 『埋蔵金三万両』 : 監督古海卓二、1933年8月15日公開 - 高崎藩の伊丹喜兵衛
- 『燃える富士 王道戦花の巻』 : 監督宇沢義之、1933年9月14日公開 - 池田播磨守[17]
- 『新釈清水一角 浪人祭』 : 監督東隆史、1933年10月15日公開 - 千坂兵部
- 『燃える富士 修羅暁闇の巻』 : 監督宇沢義之、1933年11月1日公開 - 池田播磨守[17]
- 『鉄血団快挙録 暁の日本』（『暁の日本 鉄血団快挙録』『鉄血隊快挙録 暁の日本』[8]） : 監督東隆史、1933年12月14日公開 - 勝安房守
- 『快侠 河内山宗俊 豪胆篇』 : 監督岡山俊太郎（阪東妻三郎）、1933年12月31日公開 - 森田屋清蔵
- 『文政剣花陣 野狐三次』 : 監督東隆史、1934年1月14日公開 - に組の親分秀五郎
- 『天狗の安』 : 監督山口哲平、1934年3月1日公開 - 陣屋の三之助
- 『青年』 : 監督長尾史録、1934年3月29日公開 - エルネスト・サトー
- 『雲霞閻魔帳 前篇 春秋緑林篇』 : 監督山口哲平、1934年5月3日公開 - 夜叉権
- 『雲霞閻魔帳 後篇 流星』 : 監督晩孔秀、1934年6月14日公開 - 夜叉権
- 『血吹雪伊勢音頭』 : 監督長尾史録、1934年7月12日公開 - 金兵衛
- 『江戸の兵児組 女禁制』 : 監督山口哲平、1934年8月30日公開 - 家老調所笑左衛門
- 『野火の兄弟』 : 監督長尾史録、1934年10月4日公開 - 稲富内記
- 『人斬り猪之松』 : 監督山口哲平、1934年10月17日公開 - 白魚佐太郎
- 『阿弥蛇時雨』 : 監督長尾史録、1934年11月23日公開 - 奉行神尾備前守
- 『剣聖千葉周作』 : 監督山口哲平、1934年12月9日公開 - 伊井家用人
- 『勤王党』 : 監督長尾史録、サウンド版、1934年12月31日公開 - 柳沢弥平太
- 『彦左と九馬』 : 監督長尾史録、サウンド版、1935年1月20日公開 - 伴林六太郎

### 新興キネマ東京撮影所
特筆以外すべて製作は「新興キネマ東京撮影所」、特筆以外すべて配給は「新興キネマ」、特筆以外すべてトーキーである。
- 『女人祭』 : 監督田中重雄、サウンド版、1935年9月19日公開 - 久美子の父亮造

- 『一本刀土俵入』 : 監督重宗務、製作東京発声映画製作所、1936年6月4日公開 - 掘下の根吉[17]
- 『街の笑くぼ』 : 監督重宗務、製作東京発声映画製作所、配給日活、1936年7月31日公開 - てきやのネタ売りごろ松[10]
- 『大番頭小番頭』 : 監督豊田四郎、製作東京発声映画製作所、配給日活、1936年7月31日公開 - 正二郎の父[10]
- 『若旦那三国一』 : 監督重宗務、製作東京発声映画製作所、配給東宝映画、1937年6月20日公開
- 『冬の宿』 : 監督豊田四郎、製作東京発声映画製作所、配給東宝映画、1938年10月5日公開 - 役名不明、87分尺で現存（NFC所蔵[18]）
- 『鶯』 : 監督豊田四郎、製作東京発声映画製作所、配給東宝映画、1938年11月9日公開 - 司法主任[11][17]、71分尺で現存（NFC所蔵[11]）

- 『人生双六より あわてた友情』（『あわてた友情』[8]） : 監督沼波功雄、1939年4月25日公開 - 材木商鈴木久三郎
- 『侠艶録』 : 監督田中重雄、1939年5月1日公開 - ぼたんの父三次
- 『海棠の歌』 : 監督深田修造、1939年6月15日公開 - 綾子の養父酒井釜吉
- 『泣き笑ひの天国』 : 監督須山真砂樹、1939年6月22日公開 - 踏切番山田
- 『歌う乗合馬車』（『歌ふ乗合馬車』[8]） : 監督沼波功雄、1939年7月25日公開 - 島本六助
- 『あきれた百万円』 : 監督沼波功雄、1939年8月31日公開 - 由兵衛の腹心の支配人前田
- 『暁の門出』 : 監督伊奈精一、1939年10月6日公開 - 六兵衛、56分尺で現存（NFC所蔵[11]）
- 『子宝』 : 監督沼波功雄、1939年11月23日公開 - 番頭半三
- 『女剣戟三人娘』 : 監督青山三郎、1939年12月7日公開 - 平山金蔵
- 『若妻の夢』 : 監督沼波功雄、1939年12月30日公開 - 近東商事の大川専務
- 『素晴らしき喧嘩』 : 監督沼波功雄、1940年2月28日公開 - 番頭安五郎
- 『娘たずねて三千里』 : 監督沼波功雄、1940年5月23日公開 - ボスの治平
- 『花嫁の喧嘩』 : 監督沼波功雄、1940年7月7日公開 - 泰三の叔父作三
- 『光に立つ』 : 監督曾根千晴、1940年7月31日公開 - 隆の父平吉
- 『漫才タクシー』 : 監督萩野頼三、1940年8月29日公開 - カホル・タクシーの主人森田
- 『玩具工場』 : 監督沼波功雄、1940年9月28日公開 - 職人本田
- 『夢みる娘』 : 監督沼波功雄、1940年10月15日公開 - 孝子の養父で綿商の正木市造、34分尺で現存（NFC所蔵[18]）
- 『笑ふ父』 : 監督沼波功雄、1940年12月15日公開 - 田所商店支配人浅田
- 『初春娘』 : 監督沼波功雄、1940年12月29日公開 - 中川
- 『新生の歌』 : 監督沼波功雄、1941年2月28日公開 - 源助爺、64分尺で現存（NFC所蔵[11]）
- 『鉄の花嫁』 : 監督田中重雄、1941年4月10日公開 - 大杉
- 『鮒と将軍』 : 監督沼波功雄、製作新興キネマ京都撮影所、1941年4月24日公開 - 材木屋の隠居原田由兵衛
- 『素晴らしき結婚』 : 監督沼波功雄、1941年6月22日公開 - 河野清
- 『旋風街』 : 監督久松静児、1941年7月8日公開 - 横井剛
- 『飛び込んだ幸福』 : 監督沼波功雄、1941年7月15日公開 - 村長
- 『あの山越えて』 : 監督曾根千晴、1941年7月31日公開 - 大久保
- 『太陽先生』 : 監督深田修造、1941年11月13日公開 - 直木老人
- 『逞しき愛情』 : 監督沼波功雄、1942年3月1日公開 - 小使
- 『母よ嘆く勿れ』 : 監督深田修造、配給映画配給社、1942年4月16日公開 - 床屋の客、19分尺で現存（NFC所蔵[11]）

- 『風雪の春』 : 監督落合吉人、製作大映東京第一撮影所、配給映画配給社、1943年3月11日公開[9] - 茂吉、100分尺で現存（NFC所蔵[11]）